# Prudenci Rabell i Pubill
Prudenci Rabell i Pubill, marquès de Rabell, (Caldes d'Estrac, Maresme, 1835 - l'Havana, 1906) fou un industrial tabaquer català emigrat a Cuba on fundà la fàbrica de tabac La Legitimidad.
El 1851 anà a residir a l'Havana on fundà la fàbrica de tabac i paper de fumar La Legitimidad. Fou coronel del cos de bombers de l'Havana. President del Casino Español, membre del partit reformista i president de la Societat de Beneficència de Naturals de Catalunya durant els períodes 1876-77, 1885-86 i 1893-94.
El 8 de gener de 1897 li fou concedit el títol de marquès de Rabell.